# Co ty wyprawiasz, mamo?!
Co ty wyprawiasz, mamo?! – jest to pierwsza część cyklu książek o pięciu nastolatkach z Leehampton. Autorką jest Rosie Rushton.

## Treść

### Główne wątki
Chelsea Gee ma piętnaście lat. Jej matka jest dziennikarką, pisze artykuły do Echa Leehampton. Ojciec dziewczyny jest bezrobotny, ale często eksperymentuje z egzotycznymi potrawami. Warwick, jej brat, wyjeżdża do Indonezji, a jej siostra Geneva studiuje w Chicago. Chelsea wstydzi się swojej matki, która mimo iż ma nadwagę i skończone 40 lat, chodzi w pomarańczowych minispódniczkach, maluje paznokcie na pomarańczowo i używa amarantowej szminki.
Rodzice Laury Turnbull, Peter i Ruth, są rozwiedzeni. Laura mieszka z mamą w bliźniaku, a jej ojciec mieszka razem z wredną Betsy i jej dwoma dzieciakami: Sonią i Darylem. Ruth spotyka się z Melvynem, którego Laura uważa za obleśnego typka. Dziewczyna uważa, że rodzice powinni mieszkać razem. Nie podoba jej się także dom, w którym mieszka, ponieważ według niej jest za ciasny.
Mama Jemmy Farrant, Claire, uważa, że jej córeczka powinna ubierać się w sweterki dla małych dzieci. Nie pozwala dziewczynie wychodzić na imprezy, malować się, mieć chłopaka i kupować ciuchów w butikach. Ojciec Jemmy uważa, że jej matka zbytnio zdominowała córkę i jeżeli nie przestanie postępować w ten sposób, straci ją.
Jon Joseph jest utalentowany plastycznie, jednak jego ojciec uważa, że jego syn to geniusz, który powinien studiować w Cambridge i zostać prawnikiem. Mama Jona nie dziwi się, że syn ma inne plany, chociaż nie jest zadowolona z tego, że chłopak chce przenieść się z prywatnej szkoły w Bellborough Court do rejonowego liceum Lee Hill.
Ojciec Sumithy Banerji uważa, że bengalska dziewczyna nie powinna się malować, mieć chłopaka i wychodzić na imprezy w podrzędnych klubach. Uważa też, że córka powinna mieć długie włosy, bo to oznaka skromności. Jednak Sumitha uważa inaczej i chce przeciwstawić się ojcu. Na szczęście mama jest po stronie córki.

### Streszczenie
Poranna audycja w Hot FM kończy się programem „Mam już dość”. Laura postanawia zadzwonić do radia i opowiedzieć o swojej mamie, która „daje się obściskiwać głupiemu Melvynowi”. Dzwoni w tym celu do domu Chelsea i prosi ją o podanie fałszywego nazwiska. Przyjeżdża do domu przyjaciółki i jako Becky opowiada o swojej mamie. Ginny Gee rozpoznaje jej głos i jest załamana, ponieważ uważa, że przyjaźń z mamą Laury właśnie się skończyła. Audycji słuchał też ojciec Laury i zaczyna mieć poważne wątpliwości co do tego, czy córka jest szczęśliwa.
W tym samym czasie, Jon kłóci się z ojcem o jego przyszłość. Ojciec Jona chce, aby syn poszedł na uniwersytet, a Jon chce iść na Akademię Sztuk Pięknych. Po kłótni, chłopak wychodzi z domu i jedzie na rowerze do domu swojego kolegi, Roba. Nagle wpada na Laurę, która jechała do Chelsea. Oboje zaczynają na siebie krzyczeć. Jon, mimo tego że Laura nie jest dla niego miła, jest nią zachwycony. Laura także zafascynowała się Jonem.
Wieczorem odbywa się impreza w klubie Enklawa. Sumitha postanawia się tam wybrać wbrew woli jej rodziców. Idzie do Laury, bo ma u niej nocować i razem z Chelsea i Laurą oraz Jemmą jedzie na imprezę. W klubie tańczy z Jonem, o którego Laura jest zazdrosna. Po imprezie wścieka się na Sumithę o to, że ta podrywa jej chłopaka.
Jakiś czas później odbywa się zebranie w szkołach, a później wszyscy jadą na wakacje. Jednak przed wyjazdem rodzice urządzają w domu Gee imprezę.

## Bohaterowie
- Chelsea Gee – piętnastolatka, która uważa, że jej matka ubiera się zbyt śmiało, jak na swój wiek. Podoba jej się kolega Jona, Rob. Gdy go do siebie zaprasza, jej matka ciągle z nim gada i Chelsea uważa, że Ginny go podrywa. Aby ją zauważyła, postanawia przebić sobie uszy. Chce zostać weterynarzem.
- Warwick Gee – starszy brat Chelsea. Wyjeżdża do Indonezji, żeby ratować drzewa.
- Geneva Gee – siostra Chelsea, studiuje w Chicago.
- Barry Gee – bezrobotny ojciec Chelsea, Warwicka i Genevy. Mąż Ginny. Uwielbia eksperymentować z potrawami, ale najczęściej nikt nie chce jeść, tego co ugotuje.
- Ginny Gee – mama Chelsea, Warwicka i Genevy. Żona Barry’ego. Jest dziennikarką Echa Leehampton i prowadzi czasami program „Mam już dość”. Chelsea często się za nią wstydzi, ale bez powodu.
- Jemma Farrant – czternastolatka, córka Claire i Andrew. Mama ubiera ją, jak dziecko z przedszkola. Uważa, że przez to wszyscy uważają ją za małe bobo. Na szczęście przekonuje mamę, żeby kupowała jej ciuchy w butikach. Chce zostać aktorką.
- Claire Farrant – mama Jemmy. Uważa, że jej córka jest mała dziewczynką, nie może pogodzić się z tym, że dorasta. Ubiera Jemmę, jakby była przedszkolaczkiem. Oczy otworzył jej dopiero Andrew, jej mąż, który powiedział, że jeżeli nie przestanie traktować Jemmy w ten sposób, to ją straci.
- Andrew Farrant – ojciec Jemmy.
- Sumitha Banerji – córka Rajiva i Chitrity. Nie może znieść faktu, że jej ojciec nie pozwala jej na imprezy, makijaż i chłopaków. Buntuje się przeciwko niemu ścinając włosy i ostatecznie ojciec się z nią zgadza. Podoba jej się Jon. Chce zostać prezenterką MTV.
- Chitrita Banerji – mama Sumithy.
- Rajiv Banerji – ojciec Sumithy. Uważa, że córka powinna żyć według bengalskich tradycji, mimo iż żyje daleko od Indii.
- Laura Turnbull – rudowłosa, czternastoletnia dziewczyna. Jej rodzice się rozwiedli i uważa, że to dowód, że jej nie kochają. Podoba jej się Jon, o co robi wyrzuty Sumithcie. Chce zostać powieściopisarką.
- Ruth Turnbull – mama Laury. Spotyka się z Melvynem, którego jej córka uważa za „obleśnego typka”.
- Peter Turnbull – ojciec Laury. Mieszka z Betsy, której Laura nie akceptuje, tak samo jak Melvyna.
- Jonathan Joseph – licealista, który chodzi do Bellborough Court. Ojciec uważa go za geniusza, ale Jon nie chce iść na uniwersytet. Chce zostać karykaturzystą i studiować na ASP.
- Anona Joseph – mama Jona. Uważa, że syn powinien sam wybrać, co chce robić w życiu. Jest uzdolniona plastycznie i chce studiować dekorację wnętrz.
- Henry Joseph – ojciec Jona. Chce, aby jego syn poszedł na uniwersytet, ponieważ było to jego pragnienie, a chce żeby ktoś je spełnił.
- Melvyn McCrouch – chłopak Ruth Turnbull.
- Betsy – dziewczyna Petera Turnbulla.
- Sonia i Daryl – dzieci Betsy.
- Rob Antell – chłopak, który podoba się Chelsea.
- dyrektor Ellwood – dyrektor szkoły Jona, pracuje też w Lee Hill, organizując kółko teatralne. Uważa, że Jon jest uzdolniony plastycznie, a o Sumithcie myśli, że jest wspaniałą aktorką.